# Hubert Delpont
Hubert Delpont est un historien et écrivain français né le 1er juillet 1946 à Masquières.

## Biographie
Hubert Delpont est docteur en histoire (2002).

### Carrière
Il est enseignant retraité. Il a créé, en 1983, l'association de recherche les Amis du Vieux Nérac/ Éditions d'Albret. Il a publié de nombreux ouvrages et plus d'une centaine d'articles dans de nombreuses revues : Revue des Amis du Vieux Nérac, revues des sociétés savantes du Lot (Bul. Sté Etudes du Lot), du Lot-et-Garonne (revue de l'Agenais), des Landes (Bul. sté de Borda), du Gers (BSAHG), de l'Albret (BSAA), du Tarn-et-Garonne (BSATG), de la Charente (SHAC), Revue historique de Bordeaux, Revue du Buzet, ainsi que parmi les actes de congrès la Fédération Historique du Sud-Ouest (FHSO).

## Publications (ouvrages)
- Ami si tu tombes (collaboration avec J. Mirouze), Agen, 1983, 300 p.
- Deux siècles d'économie en Albret (1685-1900), Agen, 1983, 140 p.
- Victor Griffuelhes, un lot-et-Garonnais fondateur de la CGT, Agen, 1983, 40 p.
- Paysans et Révolution en Lot-et-Garonne, Agen, 1989, 120 p.
- E. et L. Campolonghi, immigration italienne et antifascisme en Albret, Nérac, 1993, 140 p.
- Direction de la réédition de Rose et Blanche (J. Sand), premier roman de G. Sand. Nérac, 1993, 489 p.
- Haussmann d'Albret (avec HY Sanchez-Calzadilla), Nérac, 1993, 370 p.
- Le Pays d'Albret, Nérac, 1987 90 p., rééd augmentée 1994, 120 p.
- La Naissance de G. Sand, Nérac, 1995 ; rééd. 2004, 220 p.
- Fallières, la République aux champs (avec J. Dréano-Sestacq), Nérac, 1996, 260 p.
- Darlan, l'ambition perdue, Nérac, 1998, 316 p.
- Codirection de la publication des actes du colloque « Le Lot-et-Garonne au XXe siècle », Nérac, 1998, 336 p.
- La Victoire des Croquants – Les révoltes rurales dans le Grand Sud-Ouest de 1789 à 1799, Nérac, 2002, 500 p.
- George Sand, la maman et la putain – L'amante, Nérac, 2004, 124 p.
- Histoire d'une arnaque – Maximilien-Théodore Chrétin et l'Empire de Tétricus, Nérac, 2006, 216 p.
- Parade pour une Infante – Le périple nuptial de Louis XIV à travers le Midi de la France (1659-1660), Nérac, 2007, 248 p.
- Dax et les Milliès-Lacroix, l'aventure thermale, Nérac, 2011, 286  p.
- Dax, R. Junca & Y. Goussebaire-Dupin, l'aventure thermale - Acte II, Orthez, 2014, 126  p.
- Ma bibliographie commentée, un historien en liberté Orthez, 2014, 156  p.
- 1913-2013 Les arènes de Dax ont cent ans (sld) Dax, 2014, 112  p.
- Petite histoire de Dax (collaboration avec JJ Taillentou) Pau, 2015, 182  p.
- Mont-de-Marsan, la fortune d'un chef-lieu, 1790-1914, Dax, 2017, 294 p.
- Mont-de-Marsan, horizontale et aérienne, 1914-2008, (avec A. Lafourcade), 316 p., Dax, 2019.
- Une correspondance landaise, Orthez, 108 p., 2020.
- Anatole de Monzie (1876-1944) Léon Bérard (1876-1960) destins croisés de deux surdoués de La Génération, Nérac, 250 p., 2021.
- Marie Laspeyres née Barsalou dite Manoël de Grandfort, une aventurière en bas-bleu. Nérac, 106 p., 2022.
- Henri Emmanuelli (1945-2017). Fils d'Ossau, homme de gauche, Prince des Landes. 160 p., 2023.
- André Labarrère, maire de Pau (1928-2006). 160 p., AP, 2025.